# نانسي آيسنبرج
نانسي آيسنبرج (بالإنجليزية: Nancy Eisenberg)‏ هي عالمة نفس أمريكية، ولدت في 1950.